# Elise Justine Bayard
Elise Justine Bayard (ur. 16 sierpnia 1823 we Fishkill w stanie Nowy Jork, zm. 1853) – poetka amerykańska. Niewiele wiadomo o jej życiu prywatnym. Publikowała w czasopiśmie Knickerbocker (1834–1850) i w magazynie Literary World (1847–1855). Jej wiersze zostały włączone przez Caroline May do antologii The American Female Poets (1848).